# دون غود
دون غود (بالإنجليزية: Don Goode)‏ هو لاعب كرة قدم أمريكية أمريكي، ولد في 21 يونيو 1951 في هيوستن في الولايات المتحدة.

## وصلات خارجية
- دون غود على موقع مرجع كرة القدم المحترفة.كوم (الإنجليزية)